# Vachellia xanthophloea
Vachellia xanthophloea (Benth.) Banfi & Galasso, 2008 è una pianta appartenente alla famiglia delle Fabacee.

## Distribuzione e habitat
Questa specie è originaria dell'Africa orientale e meridionale. Si trova in Botswana, Kenya, Malawi, Mozambico, Somalia, Sudafrica, Swaziland, Tanzania, Zambia e Zimbabwe.